# Matosaari (ö i Urais, Sääkspää)
Matosaari är en liten ö i Finland. Den ligger i sjön Sääkspää och i kommunen Urais i den ekonomiska regionen  Jyväskylä  och landskapet Mellersta Finland, i den centrala delen av landet, 260 km norr om huvudstaden Helsingfors. Öns area är 0,4 hektar och dess största längd är 110 meter i sydöst-nordvästlig riktning.